# Зиново (Путивльский район)
Зиново (укр. Зінове) — село,
Зиновский сельский совет,
Путивльский район,
Сумская область,
Украина.
Код КОАТУУ — 5923882801. Население по переписи 2001 года составляло 313 человек .
Является административным центром Зиновского сельского совета, в который, кроме того, входят сёла
Белогалица,
Курдюмово,
Латышовка,
Пересыпки,
Пешково,
Понизовка,
Солнцево,
Харевка и
Щекино.

## Географическое положение
Село Зиново находится на правом берегу реки Сейм,
выше по течению на расстоянии в 2 км расположено село Пересыпки,
ниже по течению на расстоянии в 1 км расположено село Харевка,
на противоположном берегу — село Дичь (Бурынский район).
Река в этом месте извилистая, образует лиманы, старицы и заболоченные озёра.
Рядом проходит автомобильная дорога Т-1908.

## Происхождение названия
Похоже, что населённый пункт назван в честь городского головы Путивля Афанасия Фёдоровича Зиновьева, которому царём Фёдором Ивановичем поручалось собрать в Путивле ко службе детей боярских, стрельцов, пушкарей, затинщиков, черкас, вёрстанных и так называемых «охочих» казаков. Зиновьеву также предписывалась раздача жалования служилым и новоприборным людям и выступление на реки Северский Донец и Оскол против белгородских татар и черкас.

## История
Село Зиново основано во второй половине XVII века. В «Списке населённых мест Курской губернии» оно значилось как деревня Зенова, второе название — Макшевицкая Переправа. Перевоз через Сейм в местности под названием Мокошевичи упоминался ещё в станичной росписи 1571 года.

## Экономика
- «Зиново», ЧП.

## Объекты социальной сферы
- Школа.